# C. J. Leslie
Calvin "C. J." Leslie (Holly Springs, Carolina del Norte, 25 de junio de 1991) es un exbaloncestista estadounidense. Con 2,06 metros de estatura, jugaba en la posición de ala-pívot.

## Trayectoria deportiva

### Universidad
Jugó tres temporadas con los Wolfpack de la Universidad Estatal de Carolina del Norte, en las que promedió 13,7 puntos, 7,3 rebotes y 1,4 tapones por partido. En su primera temporada fue incluido en el mejor quinteto freshman de la Atlantic Coast Conference, mientras que al año siguiente lo fue en el segundo mejor quinteto absoluto de la conferencia.

### Profesional
Tras no ser elegido en el Draft de la NBA de 2013, en el mes de julio firmó un contrato parcialmente garantizado con los New York Knicks, pero fue despedido en el mes de octubre tras disputar cinco partidos de pretemporada. A finales de ese mes firmó con los Erie BayHawks de la NBA D-League, quienes lo traspasaron en enero de 2014 a los Idaho Stampede. En total promedió esa temporada 12,1 puntos y 5,8 rebotes por partido, lo que le valió para ser incluido en el tercer mejor quinteto de rookies de la NBA D-League.
En julio de 2014 fichó por el Anyang KGC de la liga de Corea, donde promedió 8,9 puntos y 53 rebotes por partido, antes de que en enero de 2015 firmara con el GlobalPort Batang Pier de la liga filipina, donde acabó la temporada promediando 29,2 puntos y 14,2 rebotes por partido.
En febrero de 2015 fichó por los Mets de Guaynabo de la Liga de Puerto Rico, y en agosto hizo lo propio con el Hapoel Eilat de la liga israelí. Jugó solo 15 partidos, en los que promedió 8,0 puntos y 5,5 rebotes por partido, antes de ser despedido en enero de 2016.
Dos semanas después fichó por el AEK Larnaca B.C. de la liga de Chipre, con los que acabó la temporada promediando 11,2 puntos y 8,7 rebotes por partido.
El 30 de octubre de 2016 fue adquirido por los Raptors 905 de la NBA D-League.